# Berberina
La berberina es una sal de amonio cuaternario del grupo de alcaloides de las isoquinolinas. Se encuentra en las plantas de la familia Berberis (por ejemplo Berberis aquifolium, Berberis vulgaris, Berberis aristata, Hydrastis canadensis, Xanthorhiza simplicissima, Phellodendron amurense, Coptis chinensis, Tinospora cordifolia, Argemone mexicana y Eschscholzia californica. La berberina se encuentra generalmente en las raíces, rizomas, tallos y corteza.
La berberina presenta un intenso color amarillo, por lo que en el pasado las especies de Berberis se utilizaron para teñir la lana, el cuero y la madera. La lana aún hoy se tiñe con berberina en el norte de la India. Bajo luz ultravioleta, la berberina presenta un intenso color amarillo fluorescente, por lo que se utiliza en la histología para teñir la heparina en los mastocitos. Como tinte natural, la berberina tiene un índice de color de 75160.
Como medicina tradicional y suplemento dietético la berberina muestra actividad contra infecciones fúngicas de Candida albicans, levaduras, parásitos, e infecciones virales y bacterianas. La berberina es considerada antibiótico. Y activa la intercalación en el ADN. Como medicina natural se estudian sus efectos contra el cáncer, la depresión clínica, y otras enfermedades como por ejemplo la diabetes.

## Medicina popular
La berberina fue supuestamente utilizada como medicina popular por el legendario Shennong alrededor del 3000 a. C. Este primer antiguo uso de la berberina se describe en el antiguo libro de medicina china Clásico de las raíces y hierbas del Divino Granjero (神农本草经, Shénnóng běncǎo jīng) que se le atribuye.